# The Blizzard
The Blizzard – транс-проект из Норвегии, в состав которого входят диджеи и продюсеры Ларс-Кристиан Нихейм (норв. Lars-Christian Nyheim) и Торе Ватле Дженсен (норв. Tore Vatle Jensen), оба родом из Сёррейсы (норв. Sørreisa).

## История
Композитор и клавишник Торе Ватле Дженсен родился в Норвегии в 1979 году. Его музыкальные предпочтения – это все от джаза, фанка 70-х годов, хип-хопа, саундтреков и классики до электронной музыки, к какому бы жанру она ни принадлежала. После того, как в течение 12-13 лет он оставался независимым продюсером и писал музыку скорее для себя под никами Tinnitus Project, Koma Supra и некоторыми другими, он окончил NISS (Nordic Institute of Stage and Studio) в Осло по специальности звукорежиссера.
Диджей и продюсер Ларс Нихейм родился в Норвегии в 1984 году. С ранних лет Ларс полюбил электронную танцевальную музыку. В конце 90-х он открыл для себя транс и начал собирать треки и диски этого направления. После нескольких лет он решил купить себе профессиональное оборудование и начал обучаться мастерству сведения. Вскоре он начал писать свои треки.
Ларс и Торе познакомились через общего знакомого в 2002 году. Оба любили транс музыку, поэтому быстро нашли общий язык. Ларсу нравилась музыка Торе, и в ноябре 2006 года они решили объединиться и основать коллектив The Blizzard. Первый трек «Kalopsia» был завершен 3 месяца спустя. Они дали его послушать другу, который, в свою очередь, передал запись своему знакомому, который лично знал Армина ван Бюрена. Таким образом трек попал в ротацию.

## Музыкальная карьера
В 2007 году The Blizzard выпустили свой первый трек «Kalopsia». Для него было характерно новое, необычное звучание, непохожее на большинство трансовых треков. Сингл, вышедший в сентябре, включал в себя оригинальную версию трека (Original Club Mix и Original Intro Mix), а также ремиксы от Марка Оттена (Mark Otten) и Monogato.
Позже в том же году появились их ремиксы на треки Envio «For You» и Kirsty Hawkshaw meets Tenishia «Reasons To Forgive». Как и трек «Kalopsia», эти работы также удостоились высоких оценок музыкальных критиков. 2008 год проходит плодотворно для коллектива: появились ремиксы на The Doppler Effect «Beauty Hides In The Deep», Mike Foyle «Pandora», Armin van Buuren feat. Sharon den Adel «In And Out Of Love». Примечательно, что после выхода ремикса на Mike Foyle «Pandora» на странице The Blizzard на MySpace появился их собственный мэшап «Pandora» с «Beauty Hides In The Deep», который исчез оттуда через несколько недель. Также существует мэшап «Reasons To Forgive Kalopsia», который даже был отыгран Армином ван Бюреном в одном из выпусков радиошоу «A State Of Trance».
Примерно в одно время с выходом ремикса на Mike Foyle «Pandora» Ларс-Кристиан Нихейм вспомнил о своем старом треке Midnight Sun Express – «Secret Pain», релиз которого так и не состоялся в своё время. Вместе с Торе Ватле Дженсеном он сделал вторую, современную версию этого трека.
Выход сингла «In And Out Of Love» вызвал скандал по поводу того, что ремикс от The Blizzard был испорчен звукоинженерами лейбла Armada Music: наблюдается клиппинг на высоких частотах (попросту говоря, ремикс "перегружен"). The Blizzard вели переговоры с руководством Armada Music по поводу выпуска исправленной версии или возмещения ущерба купившим сингл, но безрезультатно; в результате ограниченное число фанатов получили оригинальную копию файла прямо от коллектива.
В декабре 2008 года The Blizzard объявили о скорой премьере своего второго сингла под названием «Iselilja», который будет записан в сотрудничестве с норвежской группой. Вскоре после этого полная оригинальная версия трека утекла в сеть, что несколько подпортило промокампанию релиза и отложило его выпуск до конца лета 2009 года. «Iselilja» является кавером на песню «Knut Liten og Sylvelin» норвежской фолк-рок-группы Gåte и исполнена полностью на старонорвежском языке; коллектив решил отойти от привычного слушателям своего старого стиля - «Iselilja» - скорее тек-хаус, чем прогрессив-транс.
С 2009 года на норвежском интернет-радио radiovolum.no стало выходить ежемесячное радиошоу SubZero от Ларса из The Blizzard и его хорошего знакомого - Robinson; радиошоу просуществовало до апреля 2010 года и позже сменилось подкастом от The Blizzard под названием Point Zero, который выходит и по сей день.
2010 год принес, с подачи Armada Music, сотрудничество с украинским продюсером Omnia, который в прошлом году отметился работой «Stick In Monday» и ремиксом на Армина ван Бюрена, довольно близко копирующими звучание The Blizzard. В первой половине года The Blizzard & Omnia представили широкой общественности два сингла - «Metanoia» и «Closer» с вокалом Сюзаны (Susana), последний из которых стал тайтл-треком её альбома и получил большую известность. В конце лета был выпущен ремикс на трек «Lovers Lane» от Орьяна Нильсена (Orjan Nilsen), в котором The Blizzard вновь отошли от своего традиционного мелодичного звучания, повторенного в совместных работах с Omnia, выполнив ремикс в несколько более жестком стиле.
В 2011 году The Blizzard и Omnia вновь объединили свои усилия, чтобы написать трек «My Inner Island», релиз которого запланирован на конец августа. В ближайших планах коллектива - выпустить ремикс на Armin van Buuren feat. Winter Kills - Take A Moment (написанный уже довольно давно), Armin van Buuren feat. Fiora - Breathe In Deep, Boom Jinx feat. Justine Suissa - Phoenix From The Flames, а также совместный трек «Everything About You» с Yuri Kane (российским музыкантом, чей трек Right Back был признан лучшим треком 2010 года в радиошоу Армина ван Бюрена «A State Of Trance») и вокалисткой Relyk (она же Kyler England).
О высоком качестве работ The Blizzard может говорить тот факт, что в «A State Of Trance» почти все их треки были выбраны слушателями в качестве «future favorite»; а всемирно известная одноименная компиляция уже пятый год подряд не обходится без их работ. Уже с появлением первых ремиксов музыку The Blizzard в некоторых кругах стали называть «норвежским трансом» – стиль, в котором выполнены треки, являлся на тот момент уникальным и не имел аналогов в мире электронной музыки. Стоит отметить, что все ранние ремиксы выполнены с использованием идей из оригинального трека «Kalopsia», поэтому вторым неофициальным название для их музыки стал «kalopsian trance» ("калопсийский" транс). Сами The Blizzard классифицируют свою музыку как «нечто среднее между прогрессивом, трансом и хаусом».

## Дискография

### Синглы
| Обложка | Информация |
| ------- | --- |
|         | Kalopsia - Вышел: сентябрь 2007 (винил), 29 октября 2007 (WEB-релиз) - Лейбл: Armind - Номер в каталоге: ARMD1043 - Носители: Vinyl, WEB-release - Трек-лист: - 01. The Blizzard - Kalopsia (Original Club Mix) - 02. The Blizzard - Kalopsia (Original Intro Mix) - 03. The Blizzard - Kalopsia (Mark Otten Energetic Mix) - 04. The Blizzard - Kalopsia (Monogato's Filth Remix) |
|         | Iselilja (совместно с Gaate) - Вышел: 20 июля 2009 - Лейбл: S107 - Номер в каталоге: S107011 - Носители: WEB-release - Трек-лист: - 01. The Blizzard with Gaate - Iselilja (Vocal Mix) - 02. The Blizzard with Gaate - Iselilja (Dub Mix) - 03. The Blizzard with Gaate - Iselilja (Sunn Jellie & The Blizzard Remix) - 04. The Blizzard with Gaate - Iselilja (Sunn Jellie & The Blizzard Dub) - 05. The Blizzard with Gaate - Iselilja (Michael Cassette Remix) - 06. The Blizzard with Gaate - Iselilja (Michael Cassette Dub) |
|         | Piercing The Fog - Лейбл: ASOT - Released: 16 Apr 2012 - Номер в каталоге: ASOT186 - Носители: WEB-release - Трек-лист: - 1 Piercing The Fog (Original Mix) - 2 Piercing The Fog (Radio Edit) |

- 2014: The Blizzard & Yuri Kane Feat. Relyk – «Everything About You» (Above Recordings)
- 2014: The Blizzard & Daniel van Sand feat. Jaren – «Teach Yourself To Fly» (Armada Various)
- 2014: The Blizzard & Omnia – «Whiteout» (без лейбла, самовыпуск)
- 2016: Boom Jinx & The Blizzard – «Senja» (Anjunabeats)
- 2017: The Blizzard & Sarah Russell – «River Of Light» (RNM)
- 2017: The Blizzard & Carol Lee – «Always A Stranger» (RNM)
- 2017: The Blizzard – «Decade (FSOE Parallels)
- 2018: The Blizzard – «Tind» (A State Of Trance)
- 2018: The Blizzard – «Luminescence» (FSOE Parallels)
- 2018: The Blizzard & Denise Rivera – «Love Is In The Little Things» (RNM)
- 2018: The Blizzard – «Spirit» (FSOE Parallels)
- 2019: The Blizzard – «I'mpossible» (FSOE Parallels)
- 2019: The Blizzard – «Morning View» (A State Of Trance)
- 2019: The Blizzard & Egera feat. Chris Antoine – «Luminescence»
- 2019: The Blizzard – «U N I» (A State Of Trance)
- 2019: The Blizzard – «Molecular» (Pure Trance Recordings)
- 2019: The Blizzard – «Blue Hour»
- 2019: The Blizzard – «Black Ice»

### Ремиксы
- 2007: Envio – «For You»
- 2007: Kirsty Hawkshaw meets Tenishia – «Reasons To Forgive»
- 2008: The Doppler Effect – «Beauty Hides In The Deep»
- 2008: Mike Foyle – «Pandora»
- 2008: Midnight Sun Express – «Secret Pain» (одна из ранних работ одного из участников, ремикс от The Blizzard обозначен как Original Mix, настоящий оригинал - Oldschool Mix)
- 2008: Armin van Buuren feat. Sharon den Adel – «In And Out Of Love»
- 2008: Andy Moor – «Fake Awake»
- 2010: Orjan Nilsen – «Lovers Lane»
- 2013: The Blizzard & Daniel van Sand feat. Julie Thompson – «Made For You»
- 2018: Hans Zimmer – «Time (The Blizzard Remix)»
- 2018: Hans Zimmer – «Interstellar (The Blizzard Remix)»
- 2018: Solarstone – «Like a Waterfall (The Blizzard Remix)»

### Бутлегиимэшапы
- 2007: The Blizzard vs. Kirsty Hawkshaw meets Tenishia – «Reasons To Forgive Kalopsia (The Blizzard Remix Mashup / Intro Remix Mashup)»
- 2007: The Drill vs. Gabriel & Dresden feat. Molly Bancroft – «Tracking The Drill Down (The Blizzard Mashup)»
- 2008: The Doppler Effect vs. Mike Foyle – «Pandora Hides In The Deep (The Blizzard Remix Mashup)»
- 2008: Blake Jarrell vs. Andy Moor feat. Carrie Skipper – «Take So Much More (The Blizzard Bootleg Mashup)»
- 2008: Nic Chagall vs. The Blizzard – «Sky Blue vs. Kalopsia (The Blizzard Bootleg Mashup)»
- 2008: The Blizzard vs. Envio – «Kalopsia vs. For You (The Blizzard Outro)»
- 2008: Super8 & Tab vs. OceanLab – «Elektra Satellite (The Blizzard & Robinson Bootleg Mashup)»
- 2009: Morgan Kane vs. Simon Patterson – «The Longest Road vs. Different Feeling (The Blizzard & Robinson Bootleg Mashup)»
- 2009: Omnia vs. Andy Moor – «Stick In Mondaydream (The Blizzard & Robinson Bootleg Mashup)»
- 2009: Lemon & Einar K vs. The Roc Project – «Anticipation vs. Never (The Blizzard & Robinson Bootleg Mashup)»
- 2009: Dennis Sheperd vs. Andy Moor – «Black Sun vs. Fake Awake (The Blizzard & Robinson Bootleg Mashup)»
- 2009: Jerome Isma-Ae vs. Andy Moor feat. Carrie Skipper – «So Much Shaguar (The Blizzard Mashup)»
- 2009: Schodt vs. Andy Duguid feat. Julie Thompson – «Tokyo Dawn Falling (Dinka Remix) (The Blizzard Mashup)»
- 2009: Armin van Buuren vs. Roger Shah & Tenishia feat. Lorilee – «I'm Not Broken Tonight (The Blizzard Mashup)»
- 2009: Mac & Mac vs. Benya feat. Penny Nixon – «Solid Serendipity (The Blizzard Mashup)»
- 2009: Ron Hagen & Pascal M vs. The Blizzard – «Riddles In Kalopsia (The Blizzard Mashup)»
- 2010: Solarstone vs. The Doppler Effect – «Beauty Hides In A Waterfall (The Blizzard Mashup)»
- 2010: Dinka vs. Marcus Schossow & Andy Duguid feat. Emma Hewitt – «Kazantip Light (The Blizzard Bootleg Mashup)»
- 2010: Michael Cassette vs. Ashley Wallbridge & Andy Moor – «Shadows Faces (The Blizzard Bootleg Mashup)»
- 2010: Dakota vs. Susana feat. Omnia & The Blizzard – «Roxy vs. Closer (The Blizzard Bootleg Mashup)»
- 2010: Armin van Buuren feat. Jaren vs. Dinka – «Unforgivable vs. Green Leaf (The Blizzard Bootleg Mashup)»
- 2010: George Acosta vs. The Roc Project – «I Know vs. Never (The Blizzard Bootleg Mashup)»
- 2010: tyDi vs. The Blizzard & Omnia – «Vanilla vs. Metanoia (The Blizzard Bootleg Mashup)»
- 2010: Gareth Emery vs. Susana feat. Omnia & The Blizzard – «Global vs. Closer (The Blizzard Bootleg Mashup)»
- 2010: tyDi vs. Yuri Kane – «Good Dream vs. Right Back (The Blizzard Bootleg Mashup)»
- 2010: Jerome Isma-Ae vs. Susana feat. Omnia & The Blizzard – «Shaguar vs. Closer (The Blizzard Bootleg Mashup)»
- 2010: Yuri Kane vs. Kaskade & Deadmau5 vs. The Blizzard – «Move Around For Me In Kalopsia (The Blizzard Bootleg Mashup)»
- 2010: Michael Cassette vs. Andy Moor & Ashley Wallbridhe feat. Meighan Nealon – «Faces In The Machine (The Blizzard Bootleg Mashup)»
- 2010: Swedish House Mafia vs. Faithless – «We Come One God Is a DJ (The Blizzard Bootleg Mashup)»
- 2010: Orjan Nilsen – «Lovers Lane (The Blizzard Remix) + Faces Piano (The Blizzard Bootleg Mashup)»
- 2010: Dinka vs. First State feat. Sarah Howells – «Meaningful Reverie (The Blizzard Bootleg Mashup)»
- 2010: Arty vs. Max Graham feat. Neev Kennedy – «The Wonder In The Winter (The Blizzard Bootleg Mashup)»